# Staurogyne samarensis
Staurogyne samarensis är en akantusväxtart som beskrevs av Cornelis Eliza Bertus Bremekamp. Staurogyne samarensis ingår i släktet Staurogyne och familjen akantusväxter. Inga underarter finns listade i Catalogue of Life.